# 性感普通话
性感普通话是一个提供普通话教学的商业机构。这个机构通过使用身着比基尼的性感模特拍摄视频来帮助普通话初学者学习。

## 创立
其创办者，也是联合创始人之一的 Kaoru Kikuchi 是一位日本人，生于东京。她是諾汀罕大學建筑专业研究生，精通英语和汉语，同时也是一个模特。她还创办了一个时尚品牌Kozo，以及另一个相关的语言培训项目“Spicy Japanese”（火辣日语），性感普通话中的模特的穿着就是Kozo内衣。2012年初创时其商业模式仍在摸索中，但已经有香港的女权主义者批评这个网站。

## 服务
这个机构目前主要通过拍摄汉语软性色情短片的方式提供汉语教学服务，这些视频通常能获得较大点击量。
性感普通话的网站上显示，目前该机构也提供一对一或十对一的付费语言教学服务，这个服务通过网络虚拟课堂線上进行，課程价格从10美元到75美元不等。